# Камера Вильсона

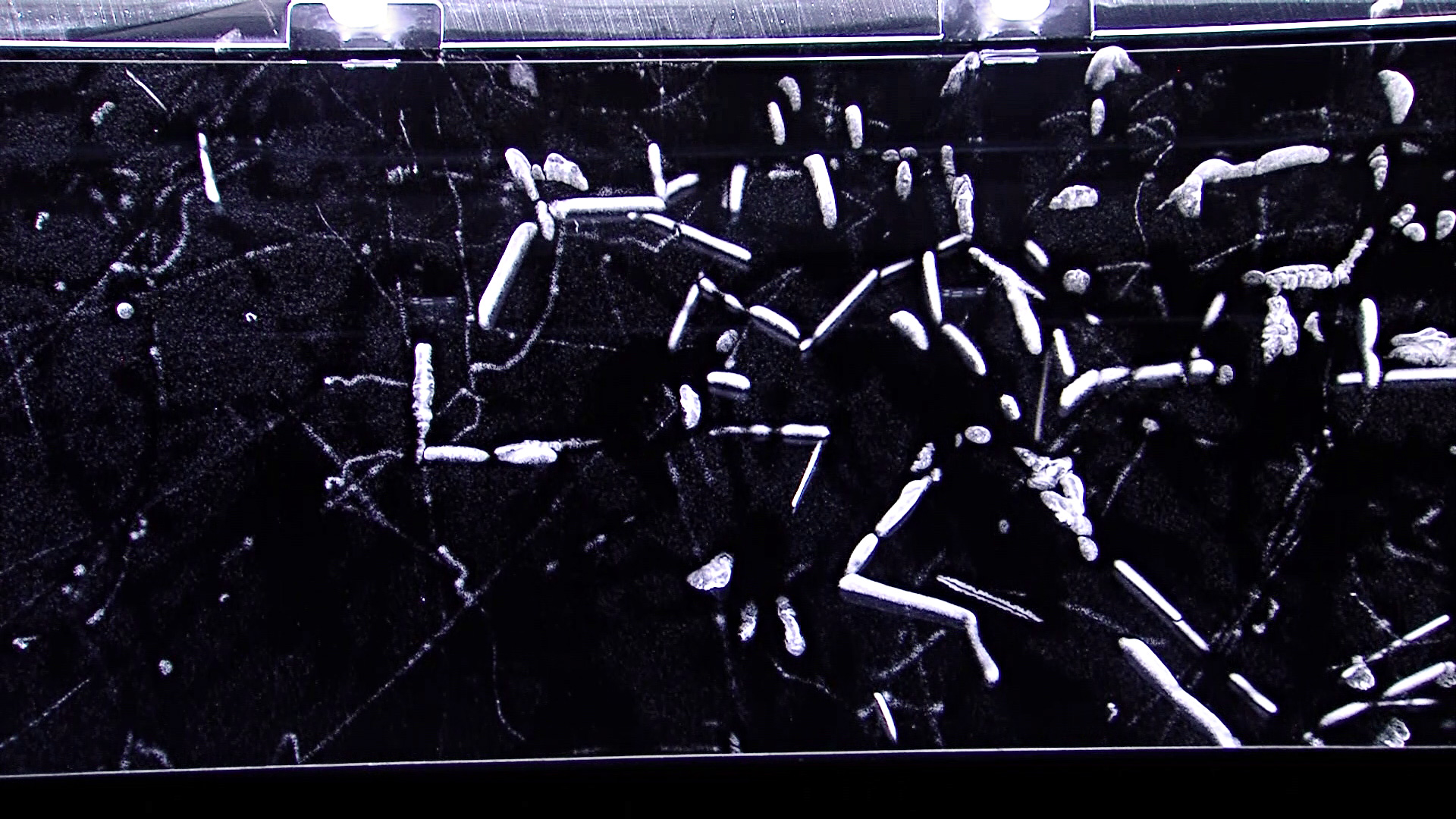
Следы радиоактивных частиц в туманной камере

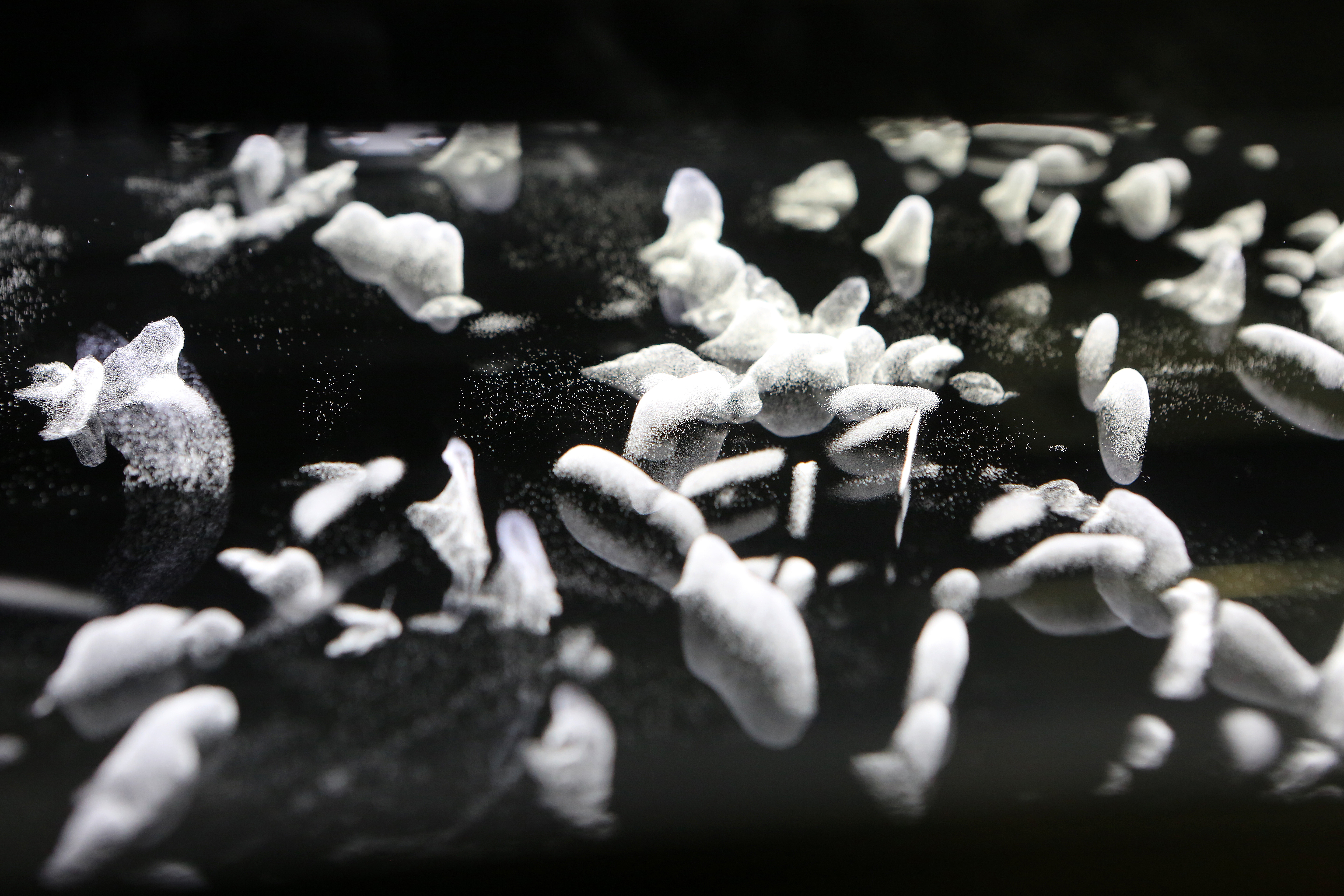
Следы радиоактивных частиц возникают благодаря специфическим условиям внутри камеры — в основном благодаря слою насыщенных паров изопропилового спирта

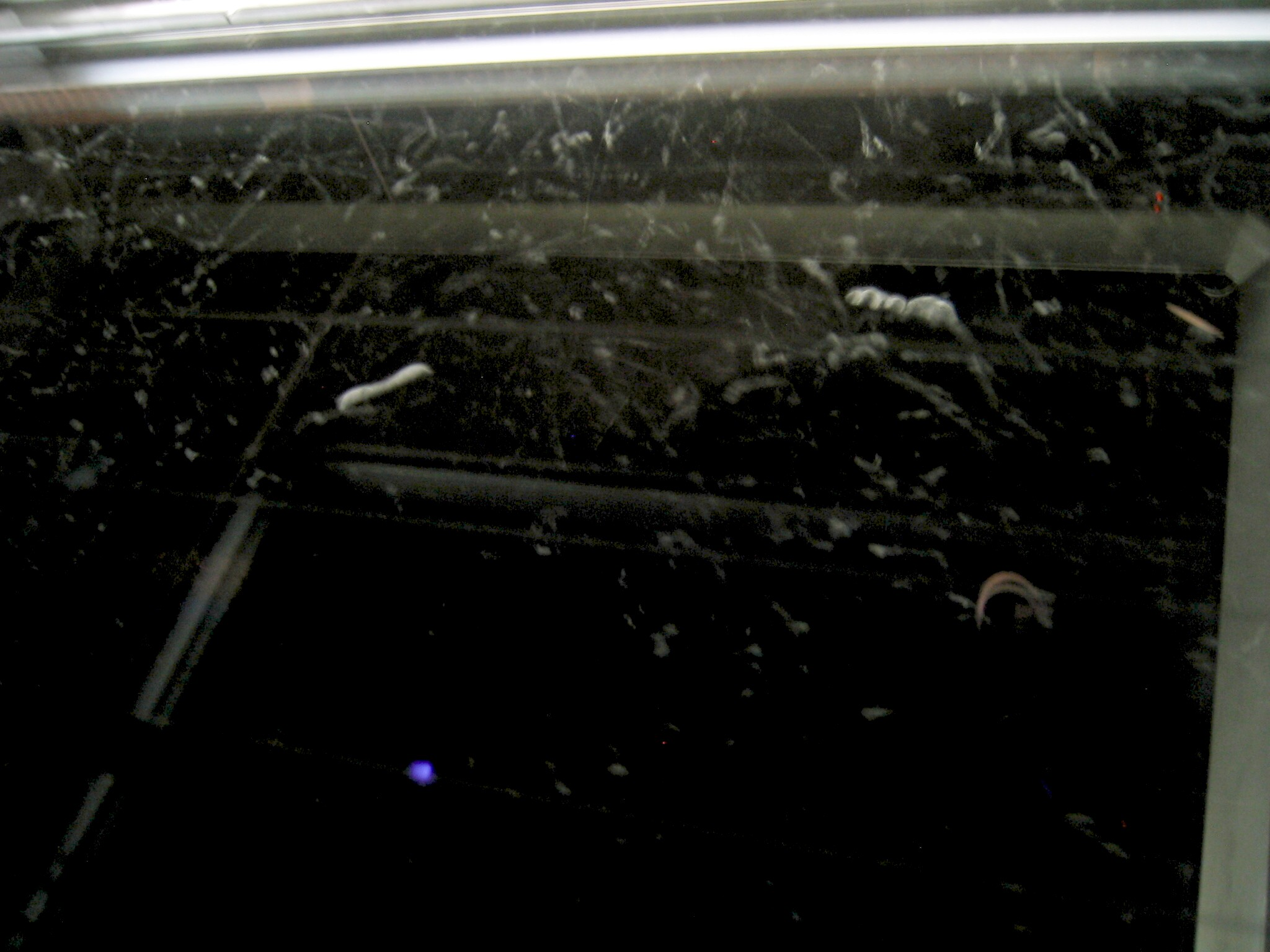
Фотография треков от ионизирующего излучения в камере Вильсона (короткие: от α-частиц, длинные: от β-частиц).

Анимационная версия

Камера Вильсона (конденсационная камера, туманная камера) — координатный детектор быстрых заряженных частиц, в котором используется способность ионов выполнять роль зародышей капель жидкости в переохлажденном перенасыщенном паре.
Для создания переохлаждённого пара используется быстрое адиабатическое расширение, сопровождающееся резким понижением температуры.
Быстрая заряженная частица, двигаясь сквозь облако перенасыщенного пара, ионизирует его. Процесс конденсации пара происходит быстрее в местах образования ионов. Как следствие, там, где пролетела заряженная частица, образуется след из капелек воды, который можно сфотографировать. Именно из-за такого вида треков камера получила свое английское название — облачная камера (англ. cloud chamber).
Камеры Вильсона обычно помещают в магнитное поле, в котором траектории заряженных частиц искривляются. Определение радиуса кривизны траектории позволяет определить удельный электрический заряд частицы, а, следовательно, идентифицировать её.
Камеру изобрел в 1912 году шотландский физик Чарльз Вильсон. За изобретение камеры Вильсон получил Нобелевскую премию по физике 1927 года. В 1948 за совершенствование камеры Вильсона и проведенные с ней исследования Нобелевскую премию получил Патрик Блэкетт.

## История
Ещё в последней четверти XIX века в работах Кулье, Кисслинга и Айткена было показано, что пыль играет важную роль в образовании тумана. Пытаясь воссоздать в лаборатории это естественное явление, исследователи обнаружили, что в очищенном воздухе туман не образуется. Также было установлено, что капельки образуются именно вокруг пылинок и имеют размеры порядка их размеров. Это стало решением проблемы, подмеченной лордом Кельвином, согласно которой капля воды при росте должна проходить стадию, на которой она имеет размеры, сопоставимые с размерами молекул, однако капля таких размеров испаряется так быстро, что исчезает.
В 1897 году Вильсон показал, что даже в воздухе, очищенном от пыли, туман образуется при расширении большем, чем в 1,37 раз. При этом, при расширении от 1,25 до 1,37 раз образуются только отдельные капельки. В 1899 году он же обнаружил, что если поместить в рентгеновскую трубку некоторое количество урана, то туман начинает образовываться и при расширении 1,25. Джозеф Томсон показал, что центрами конденсации в этих случаях становятся ионы.
Также Вильсон выяснил, что вода охотнее конденсируется на отрицательно заряженных ионах. Томас Лебе исследовал пары других веществ и выяснил, что все вещества, которые он проверил (уксусная кислота, хлороформ, этиловый спирт, хлорбензол и другие), имеют противоположную тенденцию — положительные ионы вызывают конденсацию быстрее, чем отрицательные.

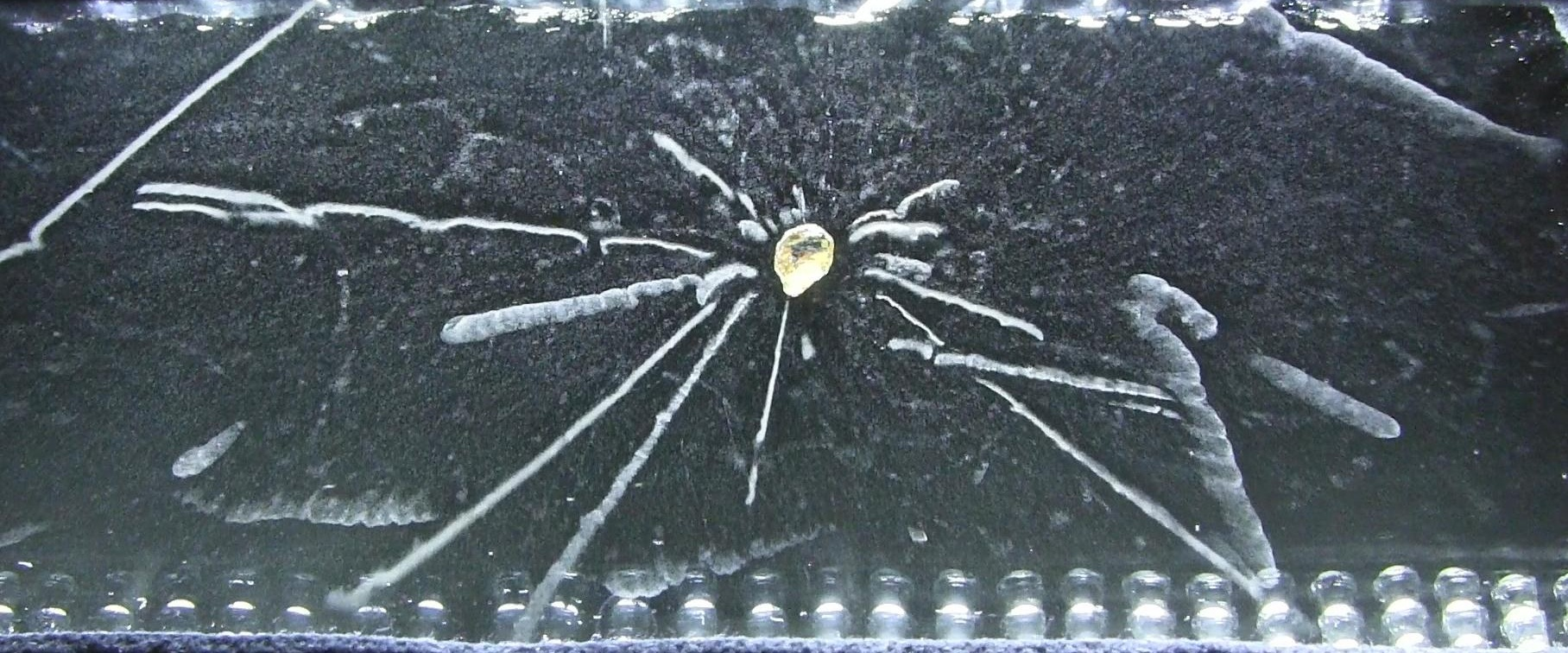
Кусочек радиоактивного торита в камере Вильсона и треки излучаемых им частиц

Первый детектор заряженных частиц, созданный Вильсоном в 1912 году, имел вид стеклянного цилиндра диаметром 16,5 см и высотой 3,5 см. Внутри камеры была ёмкость, в которой находилось деревянное кольцо, опущенное в воду. Благодаря испарению с поверхности кольца камера насыщалась паром. Камера была соединена трубкой с вентилем с колбой, из которой был откачан воздух. При повороте вентиля давление падало, воздух охлаждался и пар становился насыщенным, благодаря чему заряженные частицы оставляли за собой полоски тумана. В то же время включались камера и свет.
Основным недостатком камеры было большое время её подготовки к работе. Для того чтобы побороть этот недостаток, Такэо Симидзу в 1921 году создал альтернативный вариант камеры, которая была оснащена поршнем. Он непрерывно двигался, сжимая и расширяя воздух, благодаря чему фотографию можно было делать каждые несколько секунд. Однако модель Симидзу не всегда могла обеспечить хорошее качество снимков, потому что воздух в ней расширялся слишком медленно.
В 1927 году Пётр Капица и Дмитрий Скобельцин предложили помещать камеру в сильное магнитное поле. Это позволило легко разделять на снимках треки положительно и отрицательно заряженных частиц, а также определять их соотношение массы к заряду.

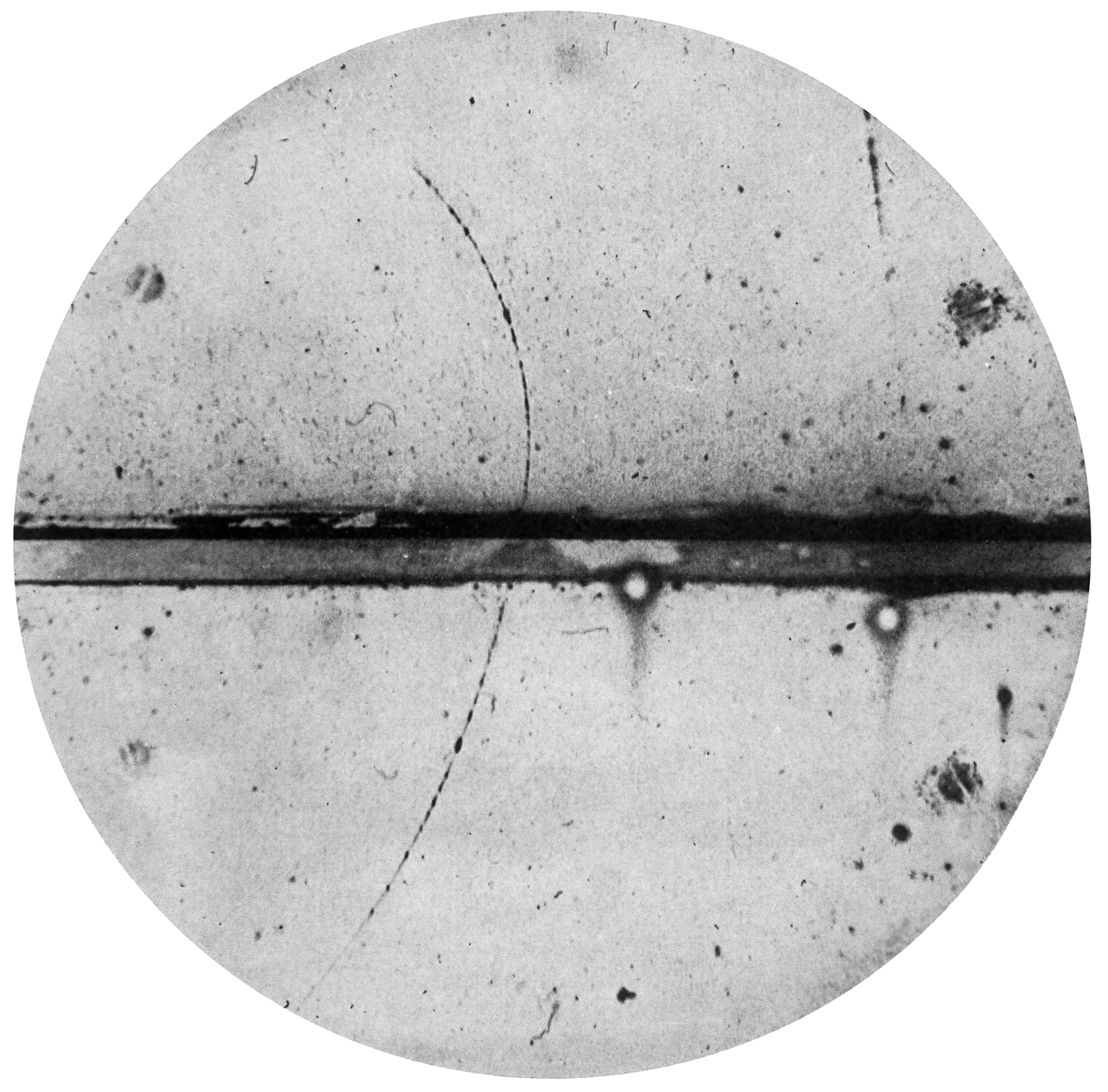
Первая фотография, на которой зафиксирован трек позитрона

В 1927 году, стремясь совместить лучшие стороны каждой из моделей, Патрик Блэкетт видоизменил камеру Симидзу, добавив туда пружину, которая обеспечивала резкое расширение. В 1929 году его улучшенная модель камеры ежедневно делала более 1200 снимков, на каждом из которых были изображены десятки треков альфа-частиц. Именно Блэкетт первый получил фотографии расщепления ядер азота альфа-частицами.
В 1930 году Л. В. Мысовский с Р. А. Эйхельбергером проводили опыты с рубидием, и в камере Вильсона было зарегистрировано испускание β-частиц. Позже была открыта естественная радиоактивность изотопа 87Rb. В 1932 г. К. Д. Андерсон обнаружил в космических лучах позитрон.
В 1933 году Вильсон предложил другую конструкцию камеры, которая использовала резиновую диафрагму вместо поршня.
В том же году Блэкетт и Джузеппе Оккиалини разработали вариант камеры, которая расширялась, только когда срабатывали два счётчика, один из которых находится над ней, а другой под ней. Это изменение позволило значительно повысить эффективность работы камеры в случае, если она должна фиксировать редкие события, такие как космические лучи. Блэкетт и Оккиалини указывают, что на 80 % фотографий, полученных таким образом, присутствовали следы космических лучей.
В 1934 году Л. В. Мысовский с М. С. Эйгенсоном проводили эксперименты, в которых при помощи камеры Вильсона было доказано якобы присутствие нейтронов в составе космических лучей. (Примечание: Время жизни свободных нейтронов (около 17 минут) не позволяет им быть в составе космических лучей, они могут лишь образовываться при ядерных реакциях с участием космических лучей.)
В 1952 году Дональдом Глазером была изобретена пузырьковая камера, после чего значение камеры Вильсона уменьшилось. Пузырьковая камера позволяла фиксировать события точнее и чаще, а потому стала основным инструментом новых исследований.

## Строение

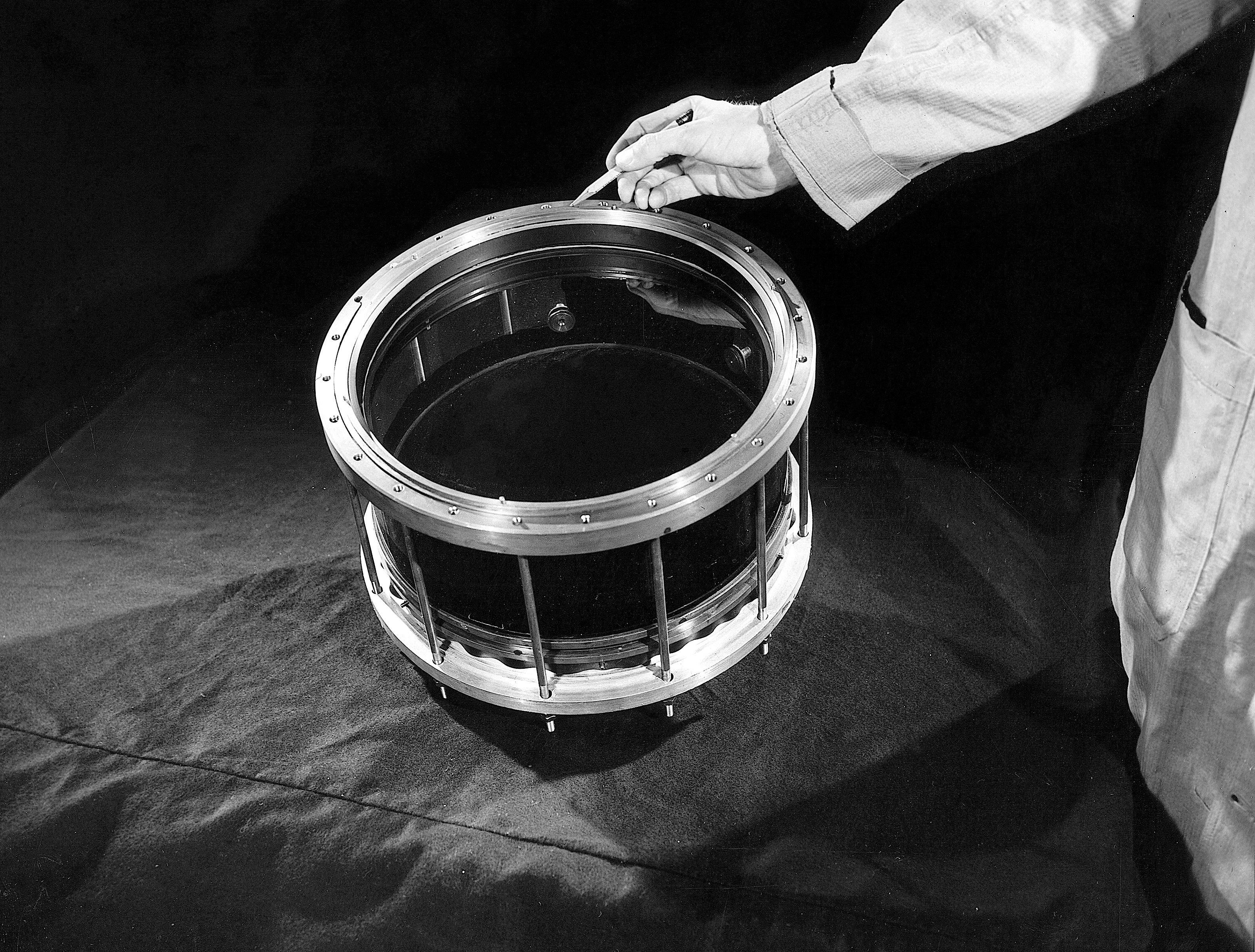
Камера Вильсона в Брукхейвенскoй национальной лаборатории

Обычно, камера Вильсона состоит из цилиндра, содержащего насыщенный паром воздух, и поршня, который может двигаться в этом цилиндре. При опускании поршня воздух резко охлаждается, и камера становится пригодной для работы. В другом, более современном варианте вместо поршня использовалась резиновая диафрагма. В этом случае камера имеет перфорированное дно, под которым расположена диафрагма, в которую закачан воздух под давлением. Тогда для начала работы нужно только выпустить воздух из диафрагмы в атмосферу или специальную ёмкость. Такие камеры дешевле, проще в использовании, а также меньше нагреваются в процессе работы.
Для частиц низких энергий давление воздуха в камере снижают ниже атмосферного, тогда как для фиксации высокоэнергетических частиц, наоборот, воздух в камеру закачивают под давлением в десятки атмосфер. Камеру заполняют паром воды и этилового спирта и удаляют ядра конденсации во избежание преждевременной конденсации, в результате чего образуется пересыщенный пар, готовый к образованию треков на нем. Такая смесь используется из-за того, что водяной пар лучше конденсируется на отрицательных ионах, а пары этилового спирта — на положительных ионах.
Время активной работы камеры длится от сотых долей секунды до нескольких секунд, проходящих от расширения воздуха и до тех пор, пока камера не заполнится туманом, после чего камера очищается и может запускаться повторно. Полный цикл использования обычно составляет около минуты. Источник излучения может помещаться внутрь камеры, или находиться извне её. В этом случае частицы попадают в камеру через прозрачный экран.

## Использование
Значение камеры Вильсона для физики элементарных частиц трудно переоценить — в течение десятков лет она была единственным эффективным способом непосредственно наблюдать треки элементарных частиц. С её помощью были открыты позитрон и мюон, а также исследованы ядерные реакции альфа-частиц с атомами азота. После изобретения пузырьковой и искровой камеры значение камеры Вильсона начало уменьшаться, однако, из-за значительно меньшей стоимости по сравнению с более прогрессивными детекторами, она всё ещё используется в некоторых отраслях.

### Удельная ионизация
Удельной ионизацией называют количество пар ионов, создаваемых частицей при пролёте через вещество на единицу расстояния. При этом, электроны, выбиваемые из атомов, могут иметь достаточную энергию для того, чтобы ионизировать другие атомы. Это явление называют вторичной ионизацией. В камере Вильсона такие электроны будут выглядеть как ответвление от основной траектории полета частицы, или же просто как сгустки пара (если энергия электронов не очень большая). В то время как подсчитать удельную ионизацию можно многими способами (например, с помощью счетчика Гейгера), для разделения первичной и вторичной ионизации камера Вильсона является наиболее простым методом.

### Пробег
Длина пробега частицы в веществе является важным показателем, и должна быть известной для защиты от излучения. Камера Вильсона позволяет измерять как средний пробег, так и распределение пробегов. С помощью этих данных можно достаточно точно определить как энергию частицы, так и толщину защитного слоя, который блокирует этот тип излучения.